# Rudi Dolezal
Rudi Dolezal (* 5. února 1958 Vídeň, Rakousko) je rakouský režisér a filmový producent. Od roku 1976 spolupracuje s Hannesem Rossacherem. Je držitelem tří cen Romy za dokumentární film Weltberühmt in Österreich – 50 Jahre Austropop.